# Material Girls
Material Girls är en amerikansk film från 2006 är regisserad av Martha Coolidge. Filmen släpptes på DVD den 20 juni 2007 i Sverige.

## Handling
Hilary Duff och hennes storasyster Haylie Duff spelar huvudrollerna i filmen som handlar om två rika och bortskämda systrar som över en natt förlorar sin förmögenhet. Systrarna lär sig att klara sig utan sina kreditkort. Tillsammans kan de göra allt...eller?

## Om filmen
Filmen spelades in under 2005 och premiärvisades 2006.

## Rollista
- Hilary Duff - Tanzie Marchetta
- Haylie Duff - Ava Marchetta
- Anjelica Huston - Fabiella
- Brent Spiner - Tommy
- Lukas Haas - Henry
- Joanne Baron .... Gretchen
- Natalie Lander .... Skådespelare/fotomodell med mera
- Colleen Camp .... Charlene
- Beckie King .... Teanne
- Tanya Alexander .... LaPorscha
- Maria Conchita Alonso .... Inez
- Obba Babatundé .... Craig
- Brandon Beemer .... Mic Rionn
- Henry Cho .... Ned
- Arnold Chun .... Tran
- Marcus Coloma .... Rick
- Christina R. Copeland .... Brigitta
- Anthony Crivello .... Grannen Bob
- Kim Estes .... Säkerhetsvakt
- Kayla Ewell .... Janet
- Gina Fricchione .... Styrelseledamot
- Miguel A. Gaetan .... Catuförsäljare
- Darcy Halsey .... Anonym kvinna
- Cheryl Hawker .... Big Sue
- Cheyenne Haynes .... Inez dotter
- Eric 'Ty' Hodges II .... Etienne
- Jason Huber .... Reporter
- Carl Lewis .... Reporter för 'People Magazine'
- Reagan Dale Neis .... Jaden
- Jia Perlich .... Board Member
- Eduardo Renta .... Fabiellas fd man (Uncredited)
- Misti Traya .... Martinique